# František Chobot
František Chobot (19. února 1939 Praha – 20. srpna 2013) byl český politik, v 90. letech 20. století a počátkem 21. století poslanec Poslanecké sněmovny za ČSSD, v letech 2007–2010 primátor města Havířov.

## Biografie
Vychodil základní školu a pak střední průmyslovou školu chemickou v Ostravě. Pracoval potom v chemickém průmyslu a po třech letech přešel do sektoru plynárenství (Severomoravské plynárny). Zde působil v letech 1961–1965. V období let 1965–1994 pracoval v stavebním průmyslu (podnik Silnice Ostrava). Počátkem 90. let 20. století vstoupil do ČSSD.
Ve volbách v roce 1996 byl zvolen do poslanecké sněmovny za ČSSD (volební obvod Severomoravský kraj). Mandát obhájil ve volbách v roce 1998. Zasedal ve výboru pro veřejnou správu, regionální rozvoj a životní prostředí, v letech 1998–2002 jako jeho místopředseda.
V roce 2003 ho ČSSD prosadila na post člena představenstva Českých drah. V roce 2004 se stal předsedou organizace ČSSD v Havířově. Angažoval se v komunální politice. V komunálních volbách roku 1994 a komunálních volbách roku 1998 byl zvolen do zastupitelstva města Havířov za ČSSD. V komunálních volbách roku 2002 kandidoval, ale nebyl zvolen. Opětovně se do tamního zastupitelstva dostal v komunálních volbách roku 2006. Profesně se uvádí jako technik. V letech 1994–1996 byl náměstkem primátora a od ledna roku 2007 primátorem Havířova. Na postu setrval do roku 2010.
Později ČSSD opustil a v roce 2012 jako nestraník neúspěšně kandidoval za SPOZ do zastupitelstva Moravskoslezského kraje.